# خوان بابلو رابا
خوان بابلو رابا فيدال (من مواليد 14 يناير 1977) هو ممثل سينمائي وتلفزيوني وتليفزيوني كولومبي، اشتهر عالميًا لدوره كغوستافو جافيريا في مسلسل ناركوس على نتفليكس لعام 2015.

## حياته المبكره
ولد رابا في بوغوتا، كولومبيا حيث تخرج من المدرسة الجديدة بغرناطة. بعد طلاق والديه، نشأ في إسبانيا على يد والده الأرجنتيني.

## حياته الشخصية
في عام 2003، التقى بالصحفية الكولومبية باولا كوينتيروس، وتزوجها في 6 ديسمبر في حفل سلتيك حافي القدمين في لوس روكيس، فنزويلا.
وفي عام 2006، أعلن هو وباولا انفصالهما، مما أدى بعد ذلك إلى طلاقهما في عام 2007.
في أغسطس 2011، تزوج من مقدمة البرامج التلفزيونية مونيكا فونسيكا في حفل خاص في ميامي، الولايات المتحدة. في 19 يوليو 2012، أنجبت زوجته ابنهما خواكين رابا فونسيكا. رابا هو راكب دراجات نشط ويقيم الآن في ميامي. كان نشطًا جدًا مع عائلته في منظمات حقوق الإنسان والحيوان.